# Harpactus laevis
Harpactus laevis ist eine Grabwespe aus der Familie der Crabronidae. Die Art wurde von dem französischen Insektenkundler Pierre André Latreille im Jahr 1792 als 
Mutilla laevis erstbeschrieben. Das lateinische Art-Epitheton laevis bedeutet: „glatt“, „eben“, „kahl“. Harpactus laevis ist eine von 39 paläarktischen Arten der Gattung Harpactus sowie eine von 8 Arten in Mitteleuropa.

## Vorkommen
Harpactus laevis ist in der Paläarktis verbreitet. In Europa ist die Art in Süd- und in Mitteleuropa vertreten. In Mitteleuropa ist die Art recht selten, erweitert jedoch in Folge des Klimawandels ihren Lebensraum nach Norden und in höhere Lagen. Die nördliche Verbreitungsgrenze der wärmeliebenden Art liegt im Norden Deutschlands und in Polen. Auf den Britischen Inseln fehlt die Art. Im Süden reicht das Vorkommen bis nach Westafrika, Nordostafrika und den Nahen Osten. Im Osten reicht das Verbreitungsgebiet bis in die Mandschurei.

## Taxonomie
Die Art Harpactus laevis ist in mindestens vier Unterarten gegliedert:
- Harpactus laevis aegyptiacus (Schulz, 1904) – in Nordostafrika (Ägypten) und auf der Arabischen Halbinsel (Jemen)[4]
- Harpactus laevis alicantinus (Mercet, 1906) – in Spanien[1]
- Harpactus laevis laevis (Latreille, 1792) – die Nominatform
- Harpactus laevis saharae (Giner Mar, 1945) – in Westafrika (Senegal)[4]

## Merkmale
Die Weibchen sind 6,5–8 mm lang, die Männchen 6–7 mm. Bei den Weibchen weist das sechste Abdominalsegment ein Pygidialfeld auf, bei den Männchen ist das siebte Abdominalsegment ohne Pygidialfeld. Der Thorax ist überwiegend rot gefärbt. Er kann auf der Dorsalseite eine dunkle Mittellinie aufweisen. Kopf und Hinterleib sind überwiegend schwarz gefärbt. Die Seiten des Clypeus sowie der Bereich unterhalb der Fühlerbasis sind blassgelb. Ein blassgelber Strich verläuft entlang dem Innenrand der Facettenaugen. Der Hinterrand der Facettenaugen ist im Gegensatz zu der sehr ähnlichen Art Harpactus formosus rötlich gefärbt. Die Tergite II und V weisen einen weißen Hinterrand auf. Bei den Weibchen ist das Tergit II häufig nicht weiß gefleckt. Im Gegensatz zu Harpactus formosus ist das Dorsalfeld des Propodeums rot und nicht schwarz gefärbt. Das Propodeum von Harpactus laevis ist zumindest teilweise glatt und glänzend. Die Fühler der Männchen besitzen 13 Glieder. Die letzten vier Fühlerglieder sind häufig rötlich gefärbt. Die vorderen Insektenbeine sind überwiegend rot gefärbt. Die mittleren Femora und Tibien sind teilweise rötlich gefärbt. Die Hinterbeine sind gewöhnlich vollständig verdunkelt. Die Flügel weisen eine charakteristische Aderung auf. Das Pterostigma von Harpactus laevis ist braun gefärbt, während die im östlichen Europa verbreitete Art Harpactus moravicus ein gelbes Flügelstigma aufweist. Die in Afrika vorkommenden Unterarten unterscheiden sich von der Nominatform hauptsächlich in der Färbung der Beine.

## Lebensweise
Die Art bevorzugt trockenwarme strukturreiche Offenland-Biotope. Die Grabwespen beobachtet man von Juni bis September. Sie werden häufig an Doldenblütlern wie dem Berg-Haarstrang angetroffen. Die Weibchen legen ihre Nester gewöhnlich in sandigen Böden an und bevorraten diese für ihre Larven mit erbeuteten gelähmten Nymphen und Imagines von Zwergzikaden und Blutzikaden. Verschiedene Arten aus der Gattung Nysson sind Brut-Parasitoide von Harpactus laevis. Die Nysson-Weibchen legen ein eigenes Ei in die fremde Nisthöhle. Deren Larve schlüpft vor den Wirtslarven. Sie frisst zuerst die Wirtseier und anschließend den Proviant.

## Galerie

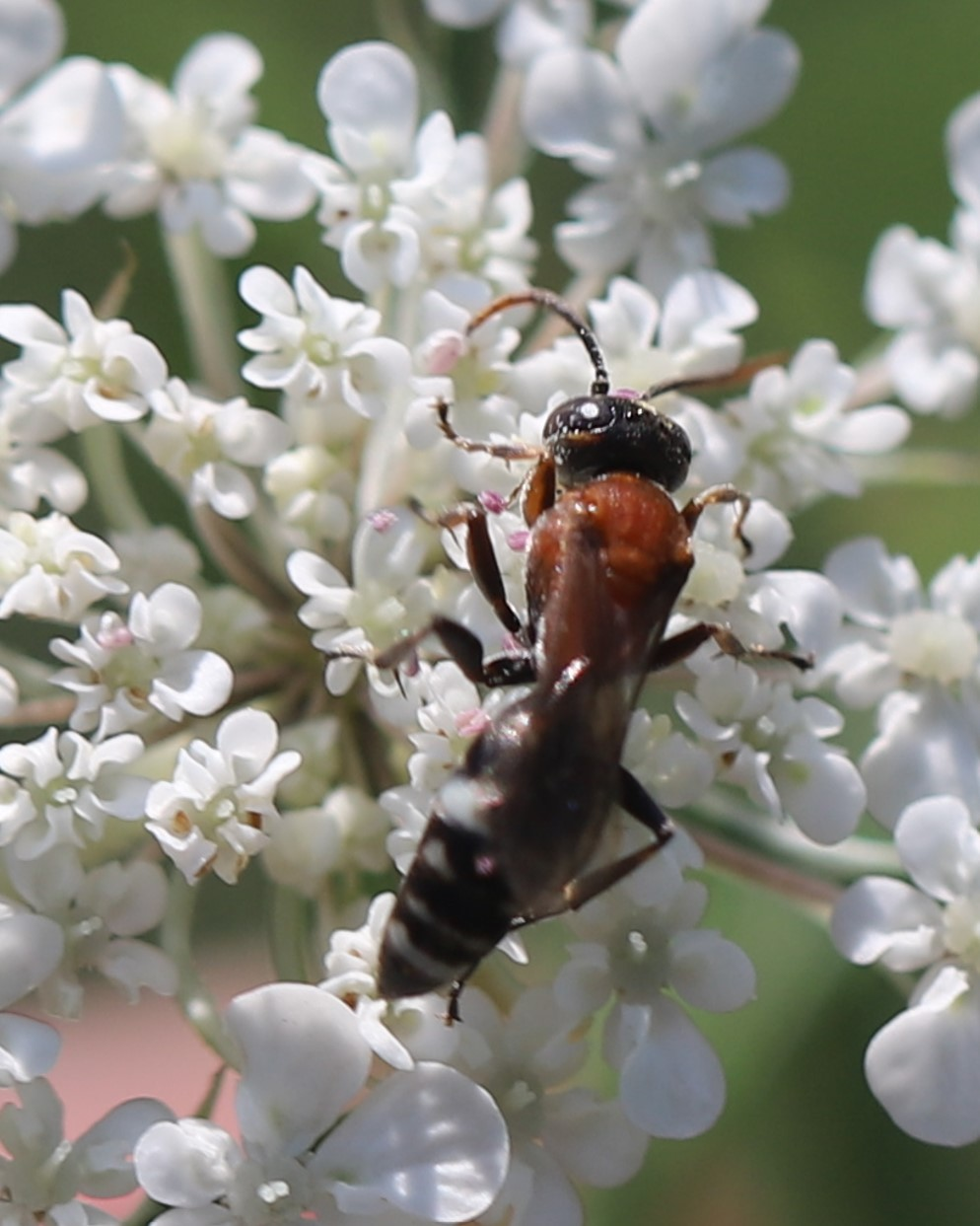
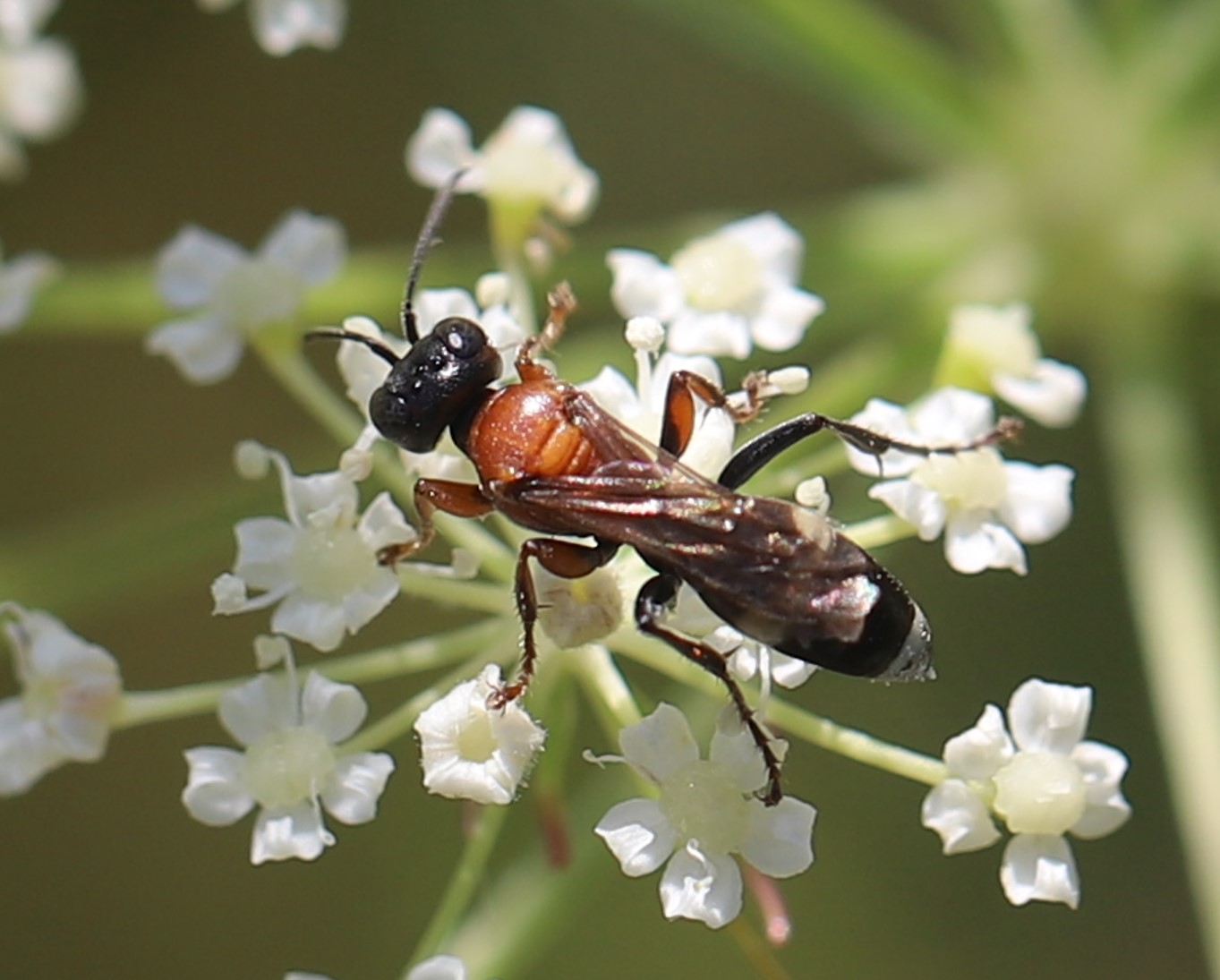
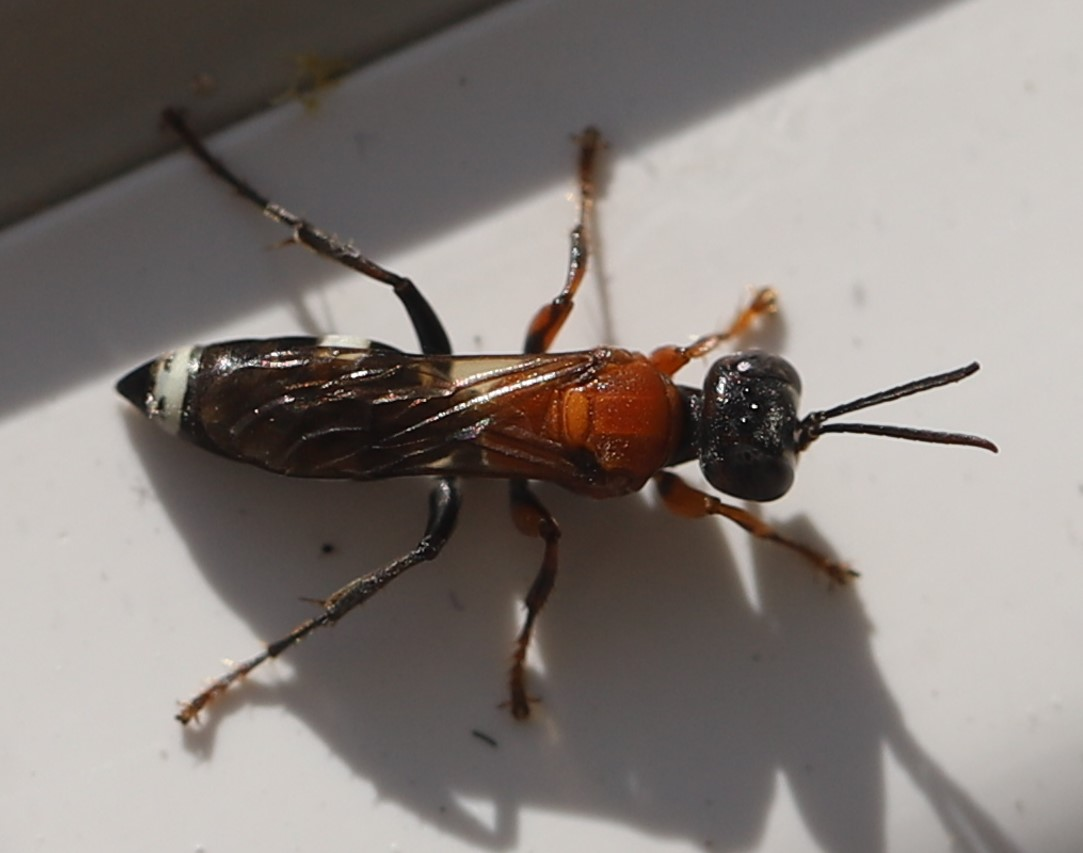
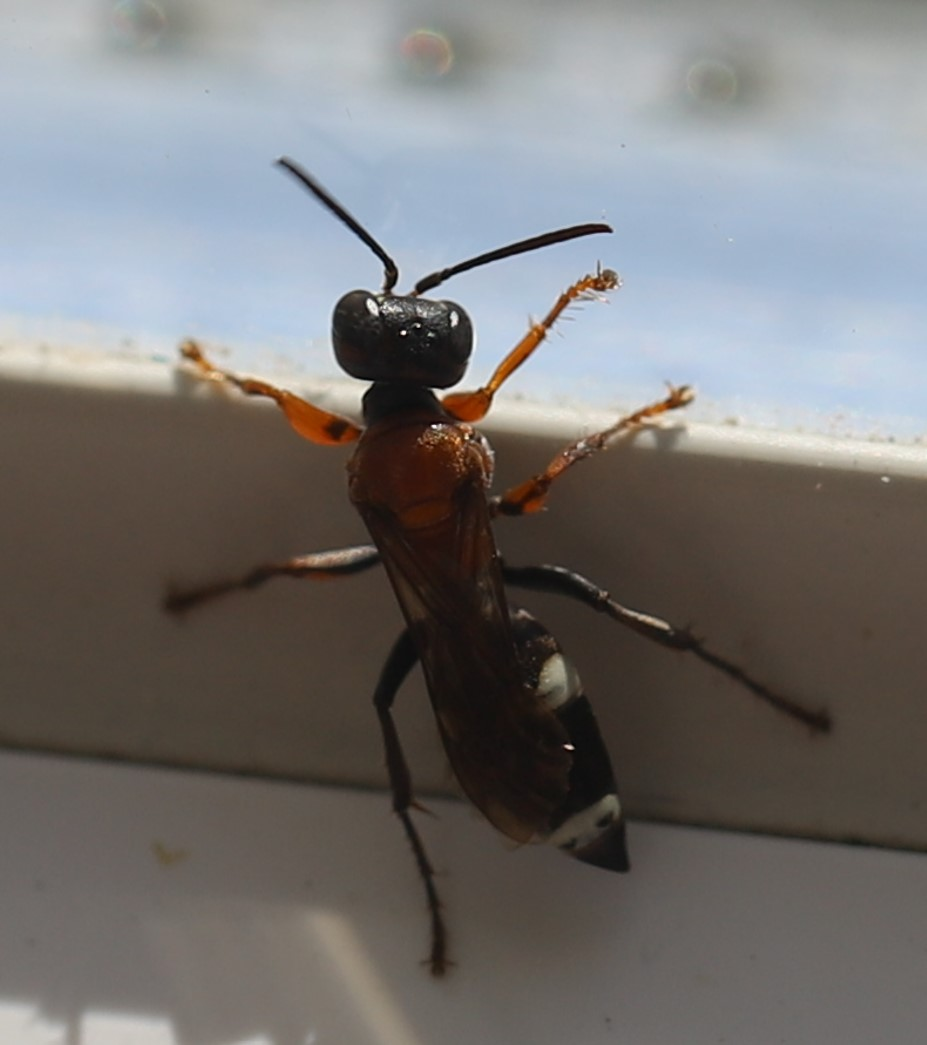
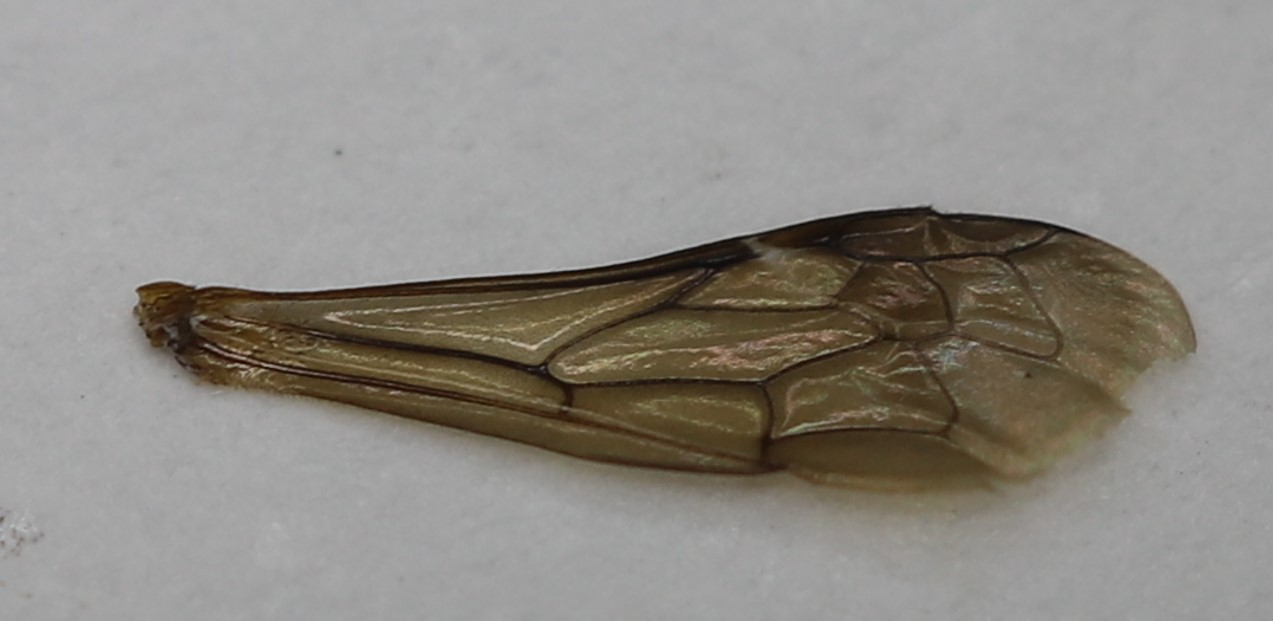
Vorderflügel
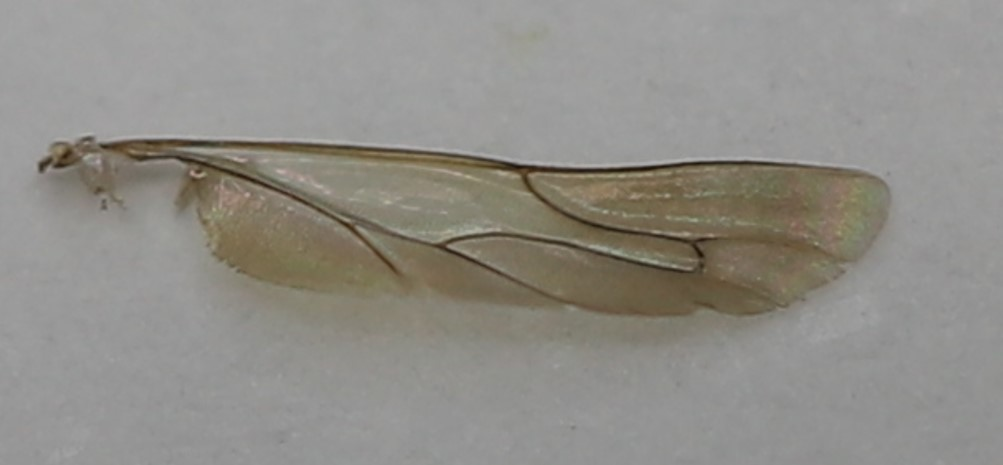
Hinterflügel
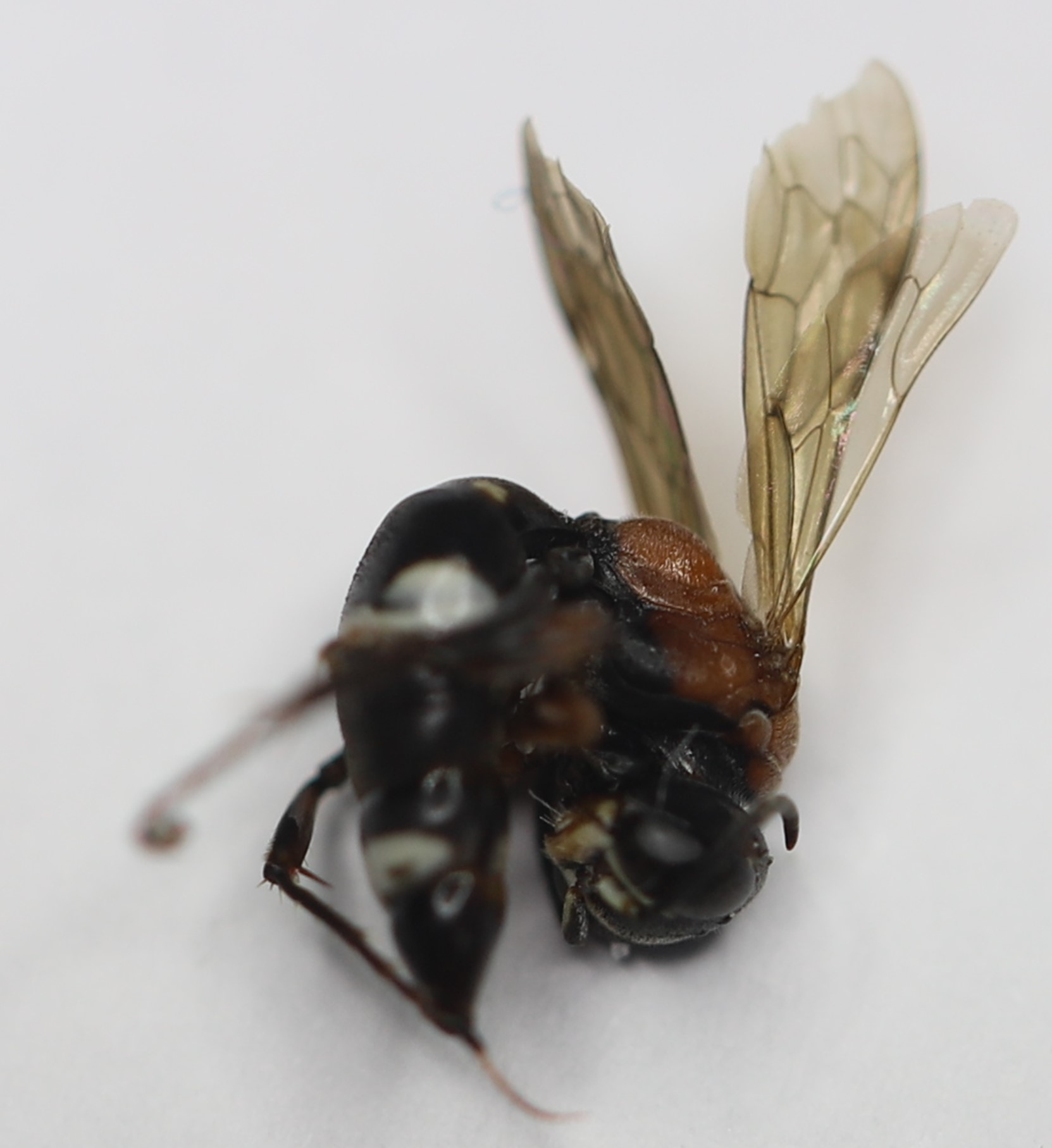
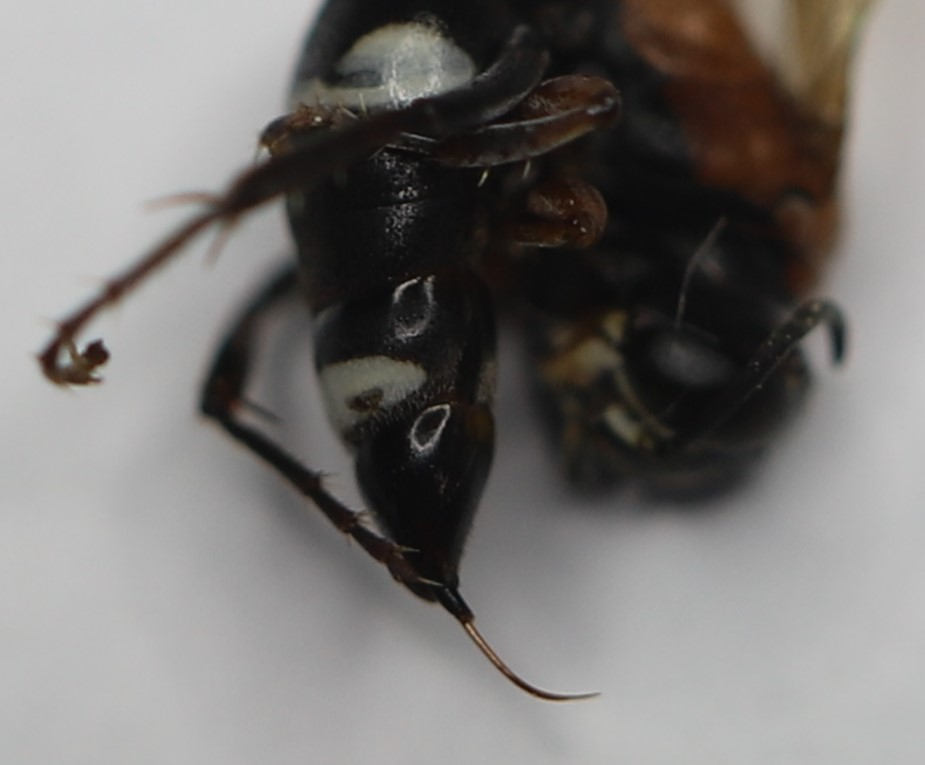